# Diplazium ulugurense
Diplazium ulugurense är en majbräkenväxtart som beskrevs av Bernard Verdcourt.
Diplazium ulugurense ingår i släktet Diplazium och familjen Athyriaceae. Inga underarter finns listade i Catalogue of Life.